# Imran Nahumarury
Imran Nahumarury (Tulehu, Indonesia; 12 de noviembre de 1978) es un exfutbolista y entrenador de fútbol de Indonesia que jugaba en la posición de centrocampista.

## Carrera

### Club
| Periodo   | Club                | Apariciones | Goles |
| --------- | ------------------- | ----------- | ----- |
| 1996–1998 | PSB Bogor           | 55          | 4     |
| 1998–2000 | Persikota Tangerang | 47          | 8     |
| 2000–2004 | Persija Jakarta     | 79          | 15    |
| 2004–2005 | Persib Bandung      | 21          | 0     |
| 2005–2006 | Persita Tangerang   | 27          | 3     |
| 2006–2007 | Persikabo Bogor     | 25          | 5     |
| 2007–2008 | PSSB Bireuen        | 15          | 0     |

### Selección nacional
Jugó para Indonesia en 18 ocasiones de 1999 a 2005 y anotó cuatro goles; participó en la Copa Asiática 2000.

### Entrenador
| Periodo   | Club            |
| --------- | --------------- |
| 2008      | Tulehu Putra FC |
| 2009–2016 | ASIOP Apacinti  |
| 2021–2022 | PSIS Semarang   |
| 2022      | PSIM Yogyakarta |

## Logros

### Jugador
- Liga Indonesia Premier Division (1): 2001

### Individual
- Entrenador del mes de la Liga 1 de Indonesia: septiembre 2021[1]